# Topics magazine
Topics magazine was een Nederlandstalig Belgisch actualiteitenmagazine, opinietijdschrift en weekblad. Het blad verscheen van 1983 tot 1986, als opvolger van het Vlaams-Nederlandse West-Magazine, nadat hoofdredacteur Jos Vinks zijn activiteiten voor dat blad had stopgezet. Topics magazine werd gepositioneerd als eveneens centrumrechtse concurrent van het toen reeds gevestigde weekblad Knack, wat alleen al uit de zeer gelijklopende opmaak bleek. 
De eerste hoofdredacteur van Topics magazine was Luk Vandriessche, die voorheen verbonden was aan de krant Het Nieuwsblad. In de adviesraad van het blad zaten o.a. ondernemer Jan Maertens, voorzitter van het Verbond van Kristelijke Werkgevers en Kaderleden (VKW) in de provincie West-Vlaanderen, ondernemer Herman Desloovere, beheerder-directeur van de Algemene Sociale Kas voor Zelfstandigen van het VKW en voorzitter van het Algemeen Sekretariaat van Kristelijke Zelfstandigen, Bob Wezenbeek, directeur bij het Vlaams Economisch Verbond, Bob Gijs, CVP-senator en afgevaardigd-beheerder van Dimarso, die later ook zijn naam verbond aan het conservatieve maandblad Nucleus (tijdschrift), en Marc Andries, romanschrijver en manager communicatie bij Agfa-Gevaert.
Het eerste nummer bracht onder andere een omslagverhaal over De wurggreep van de fiscus, een interview met Mark Eyskens als figuur van de week, een artikel over de prijzenslag aan de benzinepomp, een ‘Tribune' van Gaston Geens over de Derde Industriële Revolutie in Vlaanderen, en een debat over de plaatsing van kernraketten in België.
Topics magazine werd uitgegeven in Borsbeek door Editop, een joint venture tussen de Roeselaarse uitgeversgroep Roularta en de Kalmthoutse tijdschriftenuitgever Lexico. In 1986 ging het blad op in Roularta's weekblad Knack.